# An Angel from Texas
Pour plus de détails, voir Fiche technique et Distribution.
An Angel from Texas est un film américain réalisé par Ray Enright, sorti en 1940.

## Fiche technique
- Titre : An Angel from Texas[1]
- Réalisation : Ray Enright
- Scénario : Fred Niblo Jr. et Bertram Millhauser (en) d'après la pièce The Butter and Egg Man de George S. Kaufman
- Costumes : Milo Anderson
- Photographie : Arthur L. Todd
- Montage : Clarence Kolster
- Musique : Howard Jackson
- Société de production : Warner Bros.
- Pays de production: États-Unis
- Format : Noir et blanc - 1,37:1
- Genre : comédie
- Durée : 69 minutes
- Date de sortie : 1940

## Distribution
- Eddie Albert : Peter Coleman
- Rosemary Lane : Lydia Weston
- Wayne Morris : Mac McClure
- Jane Wyman : Marge Allen
- Ronald Reagan : Marty Allen
- Ruth Terry : Valerie Blayne
- John Litel : Quigley
- Hobart Cavanaugh : Mr. Robelink
- Ann Shoemaker : Addie Lou Coleman
- Tom Kennedy : Chopper